# Mitologia germànica continental
La mitologia germànica continental és el subgrup de la mitologia germànica que es practicà en algunes parts de l'Europa Central durant els segles vi i segles viii, abans del període de cristianització. La mitologia germànica continental va perviure en les llegendes i les epopeies de l'alt alemany mitjà de l'edat mitjana. Es poden trobar empremtes d'aquestes històries, sobretot amb els elements sagrats eliminats, en els contes folclòrics i de fades europeus.

## Territori
En els territoris dels actuals estats d'Alemanya, Polònia, República Txeca, el nord-est de França i els països del Benelux s'establiren les tribus germàniques que la practicaren. Principalment:
- Llombards (com recollí Pau el Diaca)
- Alamans
- Francs i turingis
- Saxons
- Frisons (com recollí Willibrord d'Utrecht)